# Hemibystra persiba
Hemibystra persiba là một loài tò vò trong họ Ichneumonidae.